# Gallicrex cinerea
La gallineta crestada (Gallicrex cinerea) es una especie de ave gruiforme de la familia Rallidae que habita los humedales del Sudeste asiático desde la India a Filipinas y a Corea y de Japón a Indonesia. No se conocen subespecies.